# Modelo AK
El modelo AK de crecimiento económico es un modelo de crecimiento endógeno que se utiliza en la teoría del crecimiento económico, un subcampo de la macroeconomía moderna. En la década de 1980 se hizo cada vez más claro que los modelos estándar neoclásicos de crecimiento exógenos eran teóricamente insatisfactorios como herramientas para explicar el crecimiento de largo plazo, ya que estos modelos predijeron economías sin cambio tecnológico y por lo tanto finalmente convergen a un estado estacionario, con cero crecimiento per cápita. Una razón fundamental para ello es la disminución de rendimiento del capital, la propiedad clave del modelo AK de crecimiento endógeno es la ausencia de rendimientos decrecientes al capital. En lugar de los rendimientos decrecientes del capital que implican los habituales parametrizaciones de una función de producción Cobb-Douglas, el modelo AK utiliza un modelo lineal donde la producción es una función lineal del capital. Su aparición en la mayoría de los libros de texto es la introducción de la teoría del crecimiento endógeno.

## Origen del concepto
En los modelos neoclásicos de crecimiento se supone que la economía alcance un estado estacionario en el que crecen todas las variables macroeconómicas a la misma velocidad y en ausencia de los avances tecnológicos, el crecimiento per cápita de estas variables macroeconómicas finalmente cesan. Este tipo de preposiciones neoclásicos tienen el parecido con los contenidos filosóficos en Ricardo y Mathus. El supuesto subyacente básico de filosofía neo-clásica es que los rendimientos decrecientes del capital presente en el proceso de producción. A mediados de 1980, un nuevo comienzo de la teoría del crecimiento se salió por Romer (1986), donde se trató de explicar el proceso de crecimiento de una manera diferente. Así, la insatisfacción de modelo neo-clásico motivados para construir nuevas teorías del crecimiento, donde la determinación fundamental de las teorías del crecimiento son endógenos en el modelo como en las nuevas teorías del crecimiento a largo plazo no está determinado por factores exógenos Configuración de las teorías de crecimiento endógeno.
Super endógeno el solow

## Representación gráfica del modelo
La función de producción del modelo AK es un caso especial de una función Cobb-Douglas con rendimientos constantes a escala .
{\displaystyle Y=AK^{a}L^{1-a}\,}
Esta ecuación muestra una función Cobb-Douglas donde Y representa la producción total en una economía. A representa la productividad total de los factores, K es capital, L es mano de obra y el parámetro {\displaystyle a} mide la elasticidad de salida del capital. Para el caso especial en el cual {\displaystyle a=1}, la función de producción se vuelve lineal en capital y no tiene la propiedad de rendimientos decrecientes a escala en el stock de capital, que prevalecería para cualquier otro valor de intensidad de capital entre 0 y 1.
{\displaystyle n} = tasa de crecimiento de la población 

{\displaystyle \delta \ } = depreciación 

{\displaystyle k} = capital por trabajador 

{\displaystyle y} = producción / ingreso por trabajador

{\displaystyle L} = fuerza de trabajo

{\displaystyle s} = tasa de ahorro
En una forma alternativa {\displaystyle Y=AK}, {\displaystyle K} encarna tanto el capital físico como el capital humano.
{\displaystyle Y=AK\,}
En la ecuación anterior A es el nivel de tecnología que es constante positiva y K representa el volumen de capital. Por lo tanto, el producto per cápita es:
{\displaystyle {\frac {Y}{L}}=A\cdot {\frac {K}{L}}}  i.e.   {\displaystyle y=Ak}
El modelo supone implícitamente que el producto promedio de capital es igual al producto marginal de capital que es equivalente a:
{\displaystyle A>0}
El modelo supone nuevamente que la fuerza de trabajo está creciendo a una tasa constante 'n' y que no hay depreciación del capital. (δ = 0) En este caso, la ecuación diferencial básica del modelo de crecimiento neoclásico sería:
{\displaystyle k(t)=s\cdot f(k)-nk}
Por lo tanto, {\displaystyle {\frac {k(t)}{k}}=s\cdot {\frac {f(k)}{k}}-n}
Pero en el modelo,   {\displaystyle {\frac {f(k)}{k}}=A}
Entonces,   {\displaystyle {\frac {k(t)}{k}}=s\cdot A-n}